# 羅馬城 (印第安納州)
羅馬城（英語：Rome City）是一個位於美國印地安納州諾布爾縣的城鎮。

## 人口
根據2010年美國人口普查的數據，羅馬城的面積為6.40平方千米，當中陸地面積為3.81平方千米，而水域面積為0.59平方千米。當地共有人口1361人，而人口密度為每平方千米213人。